# Dolmen de l'Oratori
El Dolmen de l'Oratori és un dolmen del terme comunal de Sant Marçal, a la comarca dels Aspres, adscrita a la del Rosselló, de la Catalunya del Nord.
Està situat a la Partida del Pou de Florentí, a ponent del terme, a prop al nord de la masia anomenada Pou del Florentí.